# Cricetomys gambianus
Espèce
Synonymes
- Cricetomys ansorgei Thomas, 1904

Statut de conservation UICN

 LC  : Préoccupation mineure
Le Cricétome des savanes (Cricetomys gambianus) est une espèce de rongeurs subsaharienne de la famille des Nesomyidae. À l'image de l'aulacode, ce gros rongeur fournit une viande très prisée des populations ouest-africaines. L'espèce est en voie de domestication sur le modèle de la domestication du lapin en Europe ou du cochon d'Inde chez les Quechuas et Aymaras. L'élevage du cricétome s'appelle la cricétomiculture.

## Dénominations
- Nom scientifique valide : Cricetomys gambianus Waterhouse, 1840[3] ;
- Noms vulgaires (vulgarisation scientifique) : Rat géant de Gambie[4],[5], Rat de Gambie[5],[6], Cricétome de savane[5] ;
- noms vernaculaires (langage courant) pouvant désigner éventuellement d'autres espèces : il est appelé localement « gafiya » ou encore « kancóoli » en Afrique.

Bien qu'appelé de manière impropre[réf. nécessaire] « rat de Gambie » ou « rat géant », le cricétome des savanes ne doit toutefois pas être confondu avec les espèces les plus communément appelées « rat » : le Rattus norvegicus (rat brun d'où sont issus nos rats domestiques) ou le Rattus rattus (rat noir sauvage). En effet, le cricétome ne fait pas partie du genre Rattus, mais du genre Cricetomys et malgré son appellation, le cricétome n'est donc pas un « rat » sur le plan biologique.

## Description de l'espèce
La coloration sauvage est unique pour toute l'espèce qui n'a pas été soumise à des sélections. La robe est brun « agouti », plus claire sur le ventre et l'extrémité des pattes. Une partie de la queue est claire, souvent sur le dernier tiers. Cette espèce comporte la particularité de posséder, à l'instar des hamsters, des abajoues pour stocker et déplacer de grandes quantités de nourriture.
La femelle pèse en moyenne 1,5 kg, le mâle 2 kg. Une portée se compose de deux à trois petits, il est donc bien moins prolifique que ses cousins, mais il peut avoir quatre portées par an.
C'est un animal principalement granivore et frugivore, mais il peut également se montrer opportuniste et à cette occasion être omnivore.
Son espérance de vie peut être de 7 ans.

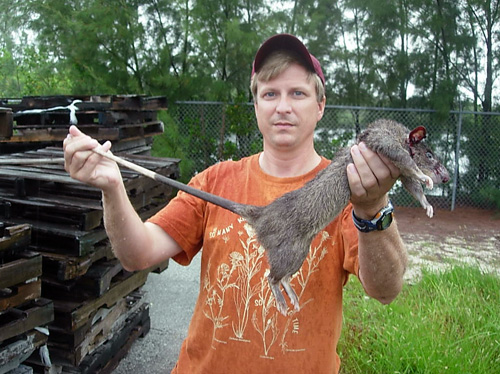
Le cricétome est un assez gros rongeur.
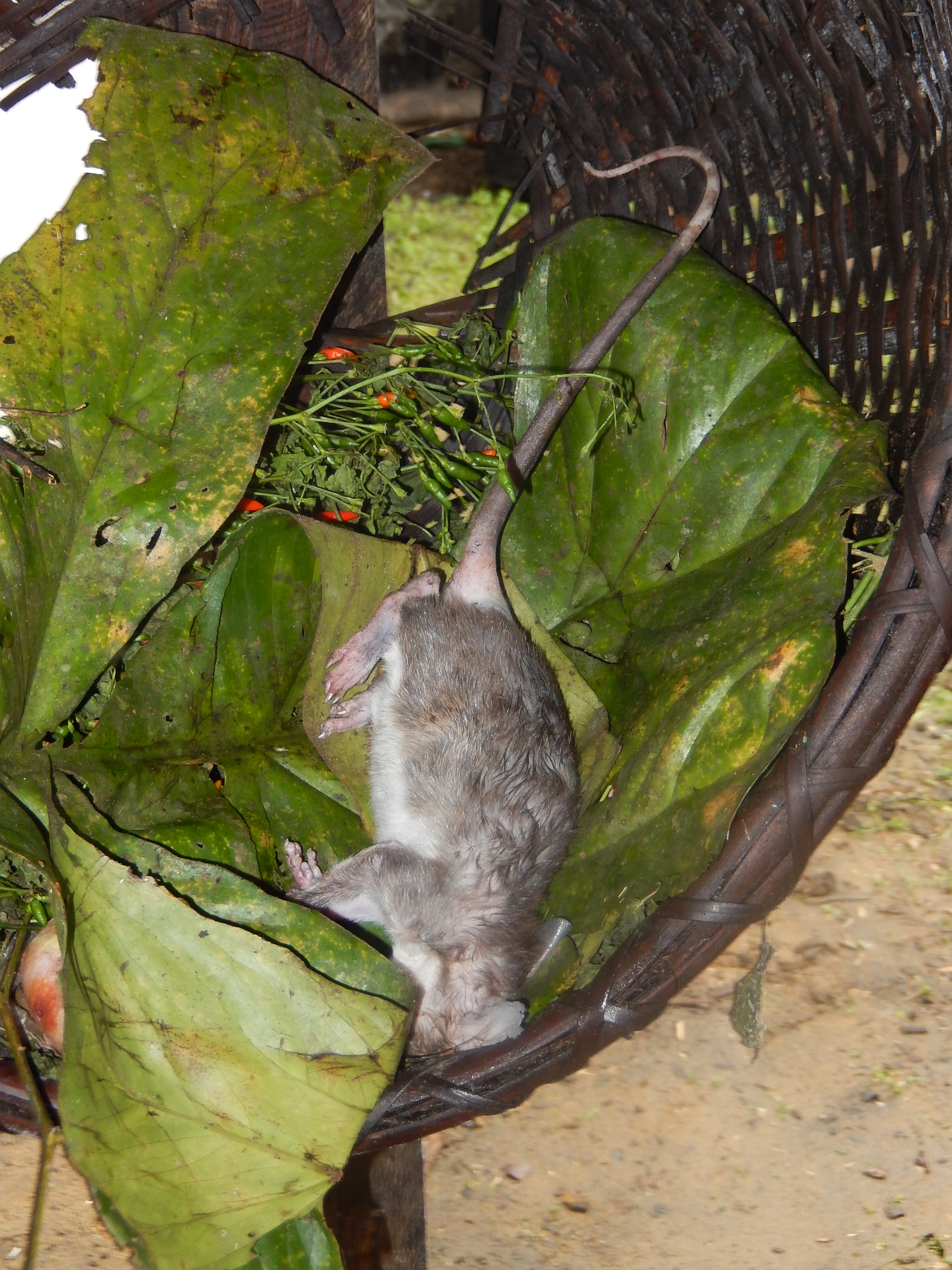
Consommé au Cameroun.
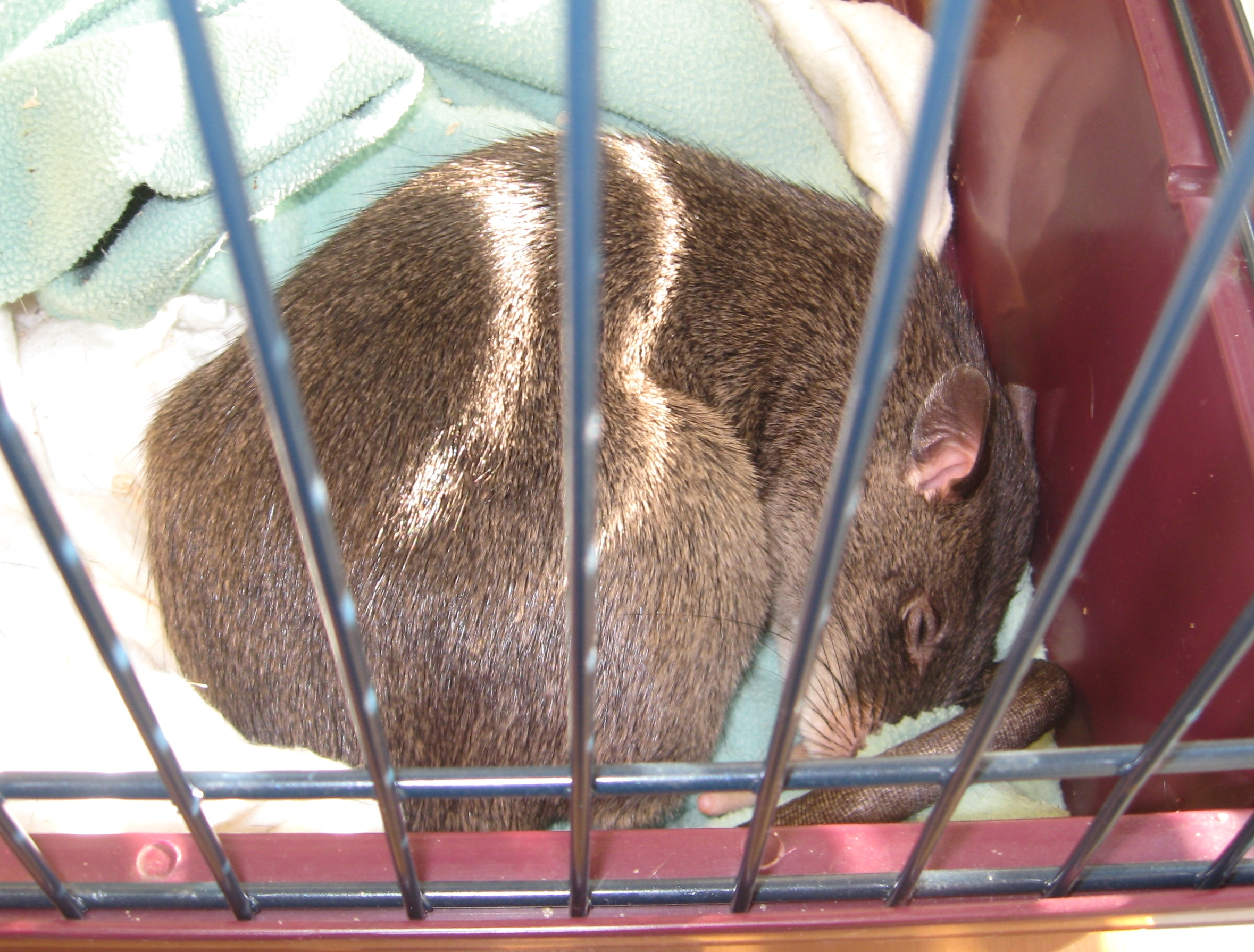
En captivité.
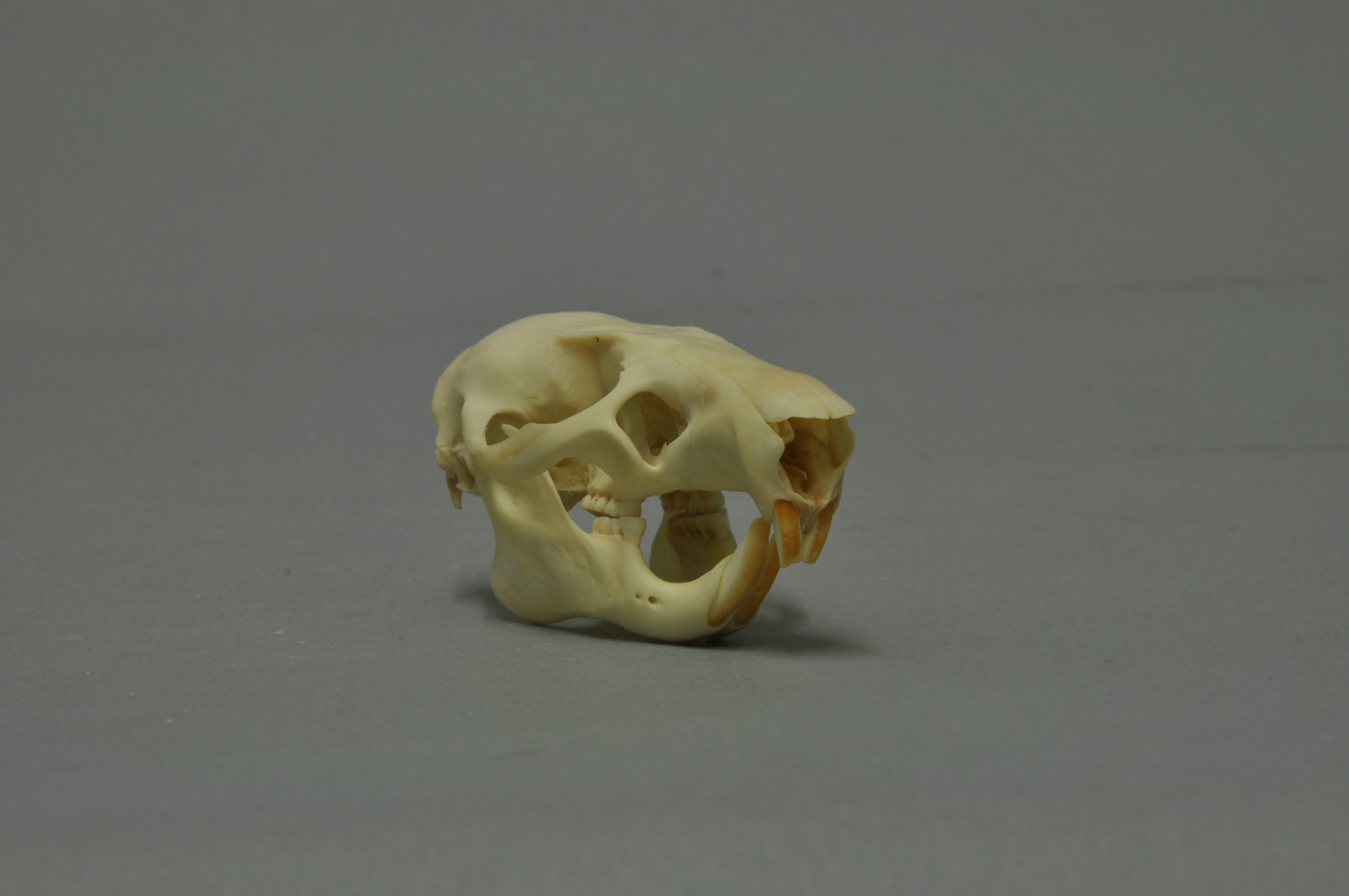
Crâne.

## Habitat
Bien qu'appelé cricétome des savanes, cette espèce a comme habitat les savanes (savanes arbustives comprises), mais aussi le milieu forestier et les zones agricoles, voire urbaines. En cela, l'espèce est plus ubiquiste que l'espèce voisine, Cricetomys emini qui est inféodée au milieu forestier: forêts primaire, secondaire et de montagne. Il y a donc superposition géographique des deux espèces en milieu forestier.

## Utilisations

### Production de viande
Le principal objectif de la cricétomiculture est la production de viande. Sa chair est estimée dans son aire d'élevage. Les consommateurs vantent ses qualités gustatives si bien, qu'à l'état sauvage, il est l'animal le plus chassé d'Afrique de l'Ouest. Cette surchasse liée à la forte croissance démographique des pays où il est présent a conduit à sa raréfaction dans les zones à forte densité humaine. L'élevage permet ainsi de sécuriser l'approvisionnement en viande de cricétome tout en générant des revenus pour les populations. La cricétomiculture est un mode d'élevage en pleine expansion. En Afrique subsaharienne le cricétome a la même fonction alimentaire que le lapin (cuniculture) en Occident et le cochon d'Inde (caviculture) en Amérique du Sud. Son élevage est facile à mettre en œuvre et permet une forte productivité en viande de qualité à peu de frais.

### Utilisation comme animal de compagnie
Peu farouche et d'une locomotion lente, il se laisse facilement attraper à la main, surtout de nuit lorsqu'il est ébloui par une lampe torche. Il n'est pas de nature agressive mais peut mordre lors de la capture. Très vite, il s'habitue à la captivité et se laisse alors manipuler en douceur par son maître. Depuis quelques années, les amateurs de rats domestiques s'intéressent au cricétome des savanes, que son surnom rat géant ou rat de Gambie a pu faire passer pour une version géante du rat domestique et à l'espérance de vie supérieure.
Le cricétome est toutefois totalement différent du rat domestique, il a un comportement, un langage et des besoins différents. La force de sa mâchoire plus importante et son potentiel de dégradation nécessitent de le maintenir avec davantage de précautions.

### Déminage et dépistage
Une ONG belge, APOPO, forme et utilise des cricétomes comme démineurs depuis 2007 pour détecter les mines antipersonnel, entre autres au Mozambique et Angola en Afrique mais également au Cambodge,. Son bon odorat et sa capacité d'apprentissage ont en effet intéressé les organisations chargées de procéder au déminage des zones de conflit. 
Les cricétomes servent aussi au dépistage de la tuberculose à partir d'expectorations (crachats), toujours en se servant de leur sensibilité olfactive et de leur capacité d'apprentissage,. 
Des recherches se poursuivent afin d'exploiter cette capacité de détection dans d'autres domaines, notamment dans celui du sauvetage d'urgence ou du trafic illicite d'espèces protégées.